# Protocerberus schminkei
Protocerberus schminkei är en kräftdjursart som beskrevs av Waegele 1983. Protocerberus schminkei ingår i släktet Protocerberus och familjen Microcerberidae. Utöver nominatformen finns också underarten P. s. kruegeri.